# Bustin (Froðba)
Bustin (Froðba) è un rilievo alto 487 metri sul mare situata sull'isola di Suðuroy, situata nell'arcipelago delle Isole Fær Øer, in Danimarca. Si trova vicino al villaggio di Froðba.